# آینه بغل (فیلم)
آینه بغل فیلمی به کارگردانی منوچهر هادی، تهیه‌کنندگی منصور سهراب‌پور و سید امیر پروین‌حسینی و نویسندگی بابک کایدان و میثم کایدان محصول سال ۱۳۹۶ است.
این فیلم در تاریخ ۱۵ آذر ۱۳۹۶ در سینماهای ایران اکران شده است.

## خلاصه فیلم
مرتضی (جواد عزتی) پسری است که در گاراژ کار می‌کند و به مناسبت سالگرد نامزدی‌اش از گاراژ ماشین گران‌قیمتی را به عنوان امانتی برمی‌دارد، در همین حین که نامزد او سوار بر ماشین است و مرتضی برای خرید آب‌هویج بستنی می‌رود به ناگاه ماشین شهرداری با آینه بغل ماشین او برخورد و آینه بغل او می‌شکند و خسارت زیادی به ماشین وارد می‌شود که بعد از ۲ روز مرتضی و نامزدش مهناز (نازنین بیاتی) برای عذرخواهی به منزل شاهانه شاهرخ (محمدرضا گلزار) می‌روند و در آن‌جا اتفاقاتی رخ می‌دهد.

## بازیگران
- محمدرضا گلزار
- جواد عزتی
- یکتا ناصر
- نازنین بیاتی
- مه‌لقا باقری
- سیامک صفری
- غلامرضا نیکخواه
- بهاره رهنما